# Agustín González
Pour les articles homonymes, voir González.
Agustín González Martínez, né le 24 mars 1930 à Madrid et mort le 16 janvier 2005 dans la même ville, est un acteur espagnol.

## Biographie
Il est le frère de Manuel González, chanteur et bassiste du groupe de rock espagnol Los Brincos.
Il commence diverses études : appareillage, ingénierie, puis philosophie et littérature. Il n'en achève aucune. Mais, dans sa période d'études littéraires, il entre au Teatro Español Universitario où il se forme durant plusieurs années.
Il débute au théâtre en 1953, avec un petit rôle dans Escuadra hacia la muerte. L'année suivante, il apparaît au cinéma dans Felices pascuas de Juan Antonio Bardem. C'est le début d'une brillante carrière de second rôle, sous la direction d'importants réalisateurs comme Carlos Saura, Juan Antonio Bardem, Mario Camus et surtout Fernando Fernán Gómez. Il joue dans plus de 180 films,, dans des pièces de théâtre et dans des séries télévisées. De 1954 à 1986, il a une relation sentimentale avec l'actrice María Luisa Ponte, de douze ans son aînée.
Son dernier film est Tiovivo 1950, de José Luis Garci. Sa dernière pièce de théâtre est Tres hombres y un destino. Il doit y être remplacé, en raison de sa maladie. Il meurt de pneumonie à la clinique La Zarzuela de Madrid.
En 1983, il reçoit la Médaille d'or du mérite des beaux-arts par le Ministère de l'Éducation, de la Culture et des Sports.

## Prix
- Medalla de Oro de Bellas Artes, 1983.
- Meilleur acteur pour Las Bicicletas son para el verano, 1984.
- Premio Calabuch pour La marrana.
- Prix du Festival de Cine de Peñíscola pour Belle Époque.
- Medalla al Mérito en el Trabajo, catégorie or, décernée par le gouvernement en 2004.

## Filmographie
Il est considéré comme le meilleur acteur espagnol des seconds rôles[réf. souhaitée].
- 1934 : El Fantasma del convento (es)
- 1954 : Joyeux Noël (Felices pascuas)
- 1959 : La Vida alrededor (en)
- 1959 : Carmen de Grenade (Carmen la de Ronda)
- 1960 : Crimen para recién casados
- 1960 : Mon dernier tango (Mi último tango)
- 1960 : 091 Policía al habla
- 1960 : Mi calle : Fabricio
- 1961 : Placido (Plácido) : Álvaro Gil
- 1961 : Y el cuerpo sigue aguantando
- 1961 : A las cinco de la tarde : Ascensorista
- 1961 : Mi noche de bodas
- 1961 : Fantasmas en la casa
- 1962 : Diferente
- 1962 : El Grano de mostaza
- 1962 : Atraco a las tres : Cordero
- 1962 : Une famille explosive : Periodista
- 1963 : Le Tre spade di Zorro
- 1963 : Chasse à la Mafia (Rififí en la ciudad) : Antonio Ribera
- 1963 : La Verbena de la Paloma (es)
- 1963 : La Becerrada
- 1963 : La Batalla del domingo
- 1963 : Firmado Pérez (es) (série télévisée)
- 1963 : Couple interdit (El Juego de la verdad)
- 1963 : Duel au Texas (Duello nel Texas)
- 1963 : Le Bourreau (El Verdugo) : Hombre que pelea en la calle nº 1
- 1964 : Tiempo de amor
- 1964 : Tengo 17 años (es)
- 1964 : Les Bandits (Llanto por un bandito) : Valdés
- 1964 : Agent 077, opération Jamaïque (La Muerte silba un blues)
- 1964 : Casi un caballero
- 1965 : Secuestro en la ciudad
- 1965 : Suena el clarín
- 1965 : Aquella joven de blanco : Padre Peyramale
- 1965 : Le Serment de Zorro (El Zorro cabalga otra vez) : Capitaine
- 1965 : Destino: Barajas
- 1965 : Jandro
- 1965 : Los que no fuimos a la guerra : Javier
- 1965 : Humour noir (Umorismo in nero) : segment 2 'La Mandrilla - Miss Wilma'
- 1965 : El Mundo Sigue
- 1965 : El Cálido verano del Sr. Rodríguez
- 1965 : L'Homme d'Istamboul (Estambul 65) : Gunther
- 1966 : Nuevo en esta plaza
- 1966 : Hoy como ayer : Old Time Train Conductor
- 1966 : Fray Torero
- 1967 : Historia de la frivolidad (TV) : Shakespeare
- 1967 : De cuerpo presente
- 1967 : El Rostro del asesino
- 1968 : Los Flamencos : Señorito
- 1968 : Un Día es un día
- 1970 : El Mejor del mundo
- 1970 : El Dinero tiene miedo
- 1971 : Me debes un muerto
- 1972 : La Cabina (TV) : Hombre segunda cabina (Man in Second Phone Booth)
- 1973 : Proceso a Jesús
- 1973 : Don Quijote cabalga de nuevo : Mayordomo del duque (The Duke's Steward)
- 1974 : La Regenta
- 1974 : Grandeur nature : Guitarist
- 1976 : Batida de raposas
- 1976 : Volvoreta : Rosales
- 1976 : Una Pareja como las demás
- 1976 : Madrid, Costa Fleming
- 1976 : Guerreras verdes
- 1977 : Gusanos de seda
- 1978 : La escopeta nacional : Padre Calvo
- 1978 : El diputado : Carrés
- 1979 : Cinco tenedores : Agustín
- 1979 : Madrid al desnudo
- 1979 : La Miel : Tenant
- 1979 : Companys, procés a Catalunya : Miembro del Tribunal
- 1980 : La Vida, el amor y la muerte
- 1980 : El Poderoso influjo de la luna
- 1980 : Despido improcedente
- 1980 : Valses de otoño (voix)
- 1980 : ...Y al tercer año, resucitó
- 1980 : La Campanada : Comprador
- 1980 : El Divorcio que viene : Gregorio
- 1980 : Chocolate
- 1980 : El nido : Sargento
- 1980 : Los Locos vecinos del 2º
- 1980 : Gary Cooper, qui es aux cieux (Gary Cooper, que estás en los cielos) : Álvaro
- 1980 : Hijos de papá
- 1981 : Patrimonio nacional : Padre Calvo
- 1981 : Es peligroso casarse a los 60 : Guardia de tráfico
- 1981 : Kargus
- 1981 : 127 millones libres de impuestos
- 1981 : Las Aventuras de Enrique y Ana : Baron Von Nekruch
- 1981 : Puente aéreo : López
- 1982 : De camisa vieja a chaqueta nueva
- 1982 : Pares y nones
- 1982 : Martes y trece, ni te cases ni te embarques
- 1982 : En septiembre : José Luis
- 1982 : Volver a empezar : Gervasio Losada
- 1982 : La Próxima estación : Isidoro
- 1982 : Caray con el divorcio
- 1982 : Buscando a Perico
- 1982 : Las Chicas del bingo
- 1982 : La Ruche (La Colmena) : Mario de la Vega
- 1982 : El Gran mogollón
- 1982 : Nacional III : Father Calvo
- 1983 : Y del seguro... líbranos Señor!
- 1983 : El Crack II : Bombilla
- 1983 : Un Genio en apuros
- 1984 : Les Bicyclettes sont pour l'été (Las Bicicletas son para el verano) : Luis
- 1984 : El Caso Almería
- 1984 : Los Santos inocentes : Don Pedro
- 1984 : S.A.D.E. (Poppers)
- 1984 : Dos mejor que uno : Juan
- 1984 : El Pico II : Laureano Alonso
- 1985 : Madre in Japan
- 1985 : Crimen en familia : Ignacio Costa
- 1985 : Stico : Gonzalo Bárcena
- 1985 : La Vaquilla : Comandante Nacional
- 1985 : Luces de bohemia : Don Latino
- 1985 : La Corte de Faraón : Padre Calleja
- 1985 : La Vieja música : Bravo Ortiz
- 1985 : A la pálida luz de la luna : Paco
- 1986 : El hermano bastardo de Dios : Don Enrique
- 1986 : La Noche de la ira : Gonzalo Cruz
- 1986 : Mambrú se fue a la guerra
- 1986 : Hay que deshacer la casa
- 1986 : El viaje a ninguna parte : Zacarías Carpintero
- 1987 : Redondela : Fernando González Prat
- 1987 : Policía
- 1987 : Moros y cristianos : Agustín
- 1988 : Ojos sin luz (vidéo)
- 1988 : El aire de un crimen : Juez
- 1989 : Gran Sol
- 1989 : Testigo azul
- 1990 : Terranova (TV) : Zuasti
- 1991 : La Taberna fantástica
- 1991 : La Fuente de la edad : Don Florin
- 1991 : Hay que zurrar a los pobres
- 1991 : Solo o en compañía de otros : Inspector Martín Díaz
- 1992 : La Mujer de tu vida 2: Las mujeres de mi vida (TV)
- 1992 : Fin de año con Lina Morgan (TV)
- 1992 : Aquí, el que no corre... vuela
- 1992 : Después del sueño : Sempere
- 1992 : La marrana : Ciego
- 1992 : Belle Époque : Don Luis
- 1992 : El Beso del sueño : El Médico
- 1993 : Todos a la cárcel : Director de la cárcel
- 1994 : Historias de la puta mili : Cmndte. Giménez
- 1994 : Los peores años de nuestra vida : Father
- 1994 : Compuesta y sin novio (série télévisée)
- 1994 : Siete mil días juntos : Luis
- 1995 : Así en el cielo como en la tierra : San Isidoro de Sevilla
- 1995 : Todos a bordo (série télévisée)
- 1995 : La ley de la frontera : Capitán Legión
- 1996 : Adiós, tiburón : Valentin
- 1996 : Demasiado caliente para ti : Adolfo
- 1997 : Mamá quiere ser artista (série télévisée) : José Luis Ripollés
- 1997 : La Duquesa roja : Manuel
- 1998 : Ni contigo ni sin ti (série télévisée) : Tomás Mediavilla
- 1998 : Caresses (Carícies) : Home vell
- 1998 : El Abuelo : Senén Corchado
- 1999 : Saïd : Inspector Vázquez
- 1999 : La mujer más fea del mundo : Rector
- 2000 : Mucha mierda : Agustín
- 2001 : El Vengador indeciso
- 2001 : Lázaro de Tormes : Machuca
- 2001 : Corazón de bombón : Gerardo
- 2001 : Mezclar es malísimo : Padre
- 2002 : Viento del pueblo: Miguel Hernández (TV)
- 2002 : El Florido pensil : Locutor
- 2002 : Primer y último amor : Alejandro Broto
- 2002 : Historia de un beso : Don Telmo
- 2003 : Pacto de brujas : Tío Miguel
- 2004 : El Último día del principio de tu vida
- 2004 : Tiovivo c. 1950 : Ramón